# Amblyseiulella gapudi
Amblyseiulella gapudi är en spindeldjursart som beskrevs av Corpuz-Raros 1995. Amblyseiulella gapudi ingår i släktet Amblyseiulella och familjen Phytoseiidae. Inga underarter finns listade i Catalogue of Life.